# Swinburne-Schelfeis
Koordinaten: 77° 10′ S, 153° 55′ W

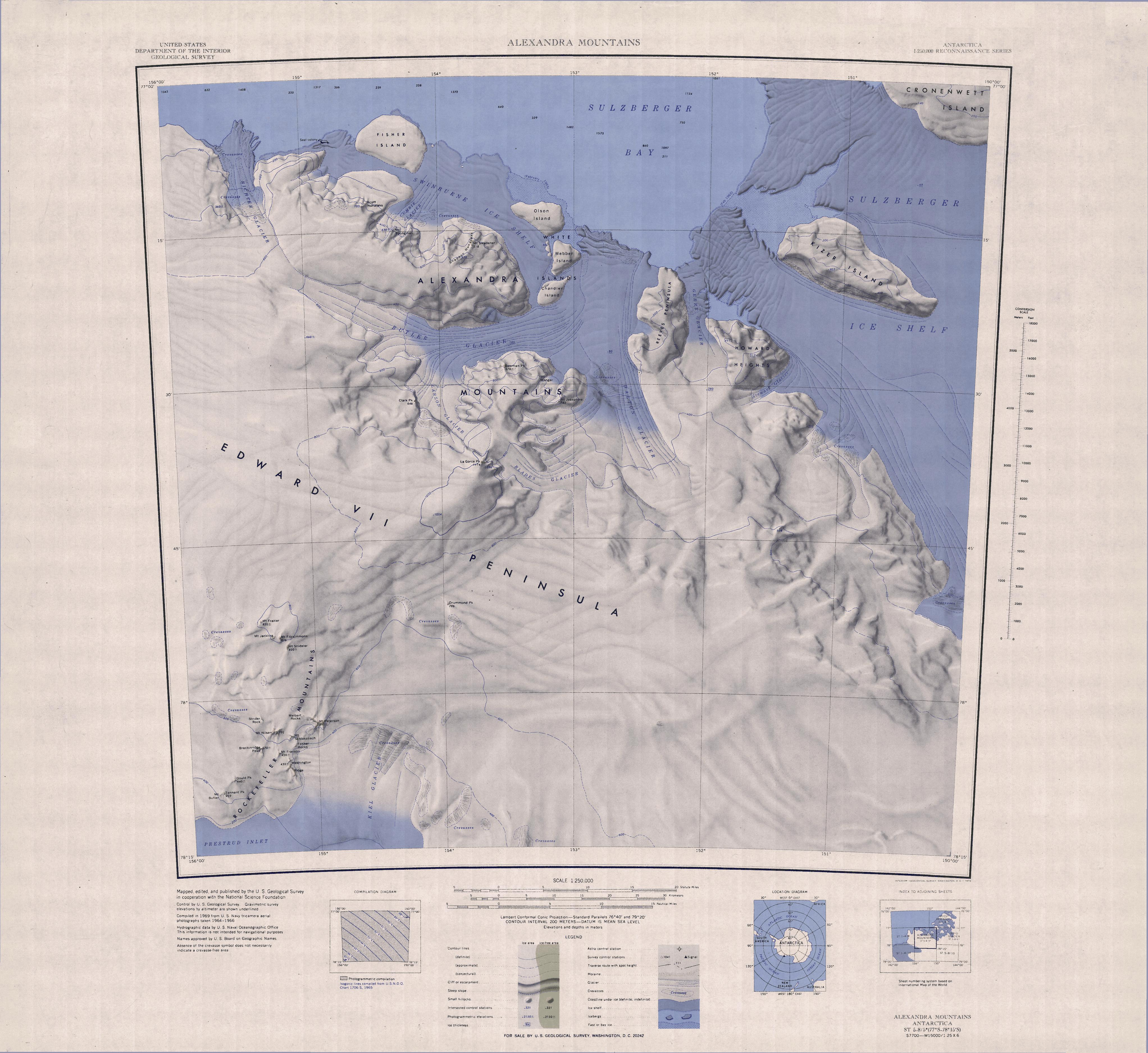
SWINBURNE ICE SHELF im nordwestlichen Bereich des Kartenblatts

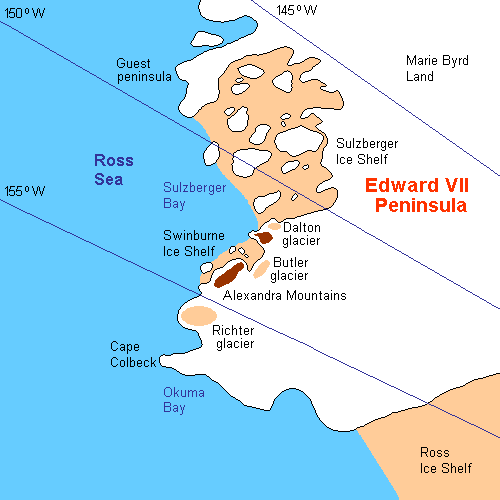
Umgebungskarte des Swinburne-Schelfeises

Das Swinburne-Schelfeis ist ein 32 km langes und 8 km breites Schelfeis vor der Saunders-Küste des westantarktischen Marie-Byrd-Lands. Es liegt unmittelbar nördlich der Edward-VII-Halbinsel und der Alexandra Mountains im südlichen Teil der Sulzberger Bay und reicht von der Fisher-Insel bis zu den White-Inseln.
Teilnehmer der ersten Antarktisexpedition (1928–1930) des US-amerikanischen Polarforschers Richard Evelyn Byrd fertigten Luftaufnahmen an und nahmen eine Kartierung vor. Das Advisory Committee on Antarctic Names benannte das Schelfeis 1971 nach Harry William Swinburne Jr. (1923–1991), stellvertretender Kommandant und Stabsleiter der Unterstützungseinheiten der US Navy in Antarktika während der Operation Deep Freeze der Jahre 1970 und 1971.